# Tommy Berggren
Pour les articles homonymes, voir Berggren.
Ne doit pas être confondu avec Thommy Berggren.
Tommy Berggren, dit Baloo (né le 20 avril 1950 en Suède, et mort le 3 décembre 2012), est un joueur de football suédois.

## Palmarès
Djurgårdens IF
- Championnat de Suède (1) :
  - Vainqueur : 1978.